# Dòbritx
Dòbritx (en búlgar: Добрич/Dobrič) és una ciutat del nord-est de Bulgària. És la capital de la província homònima. És la vuitena ciutat més poblada del país, essent històricament el centre de la regió de Dobrudja Meridional, i està a 30 km de la costa de la mar Negra.

## Història
Les primeres evidències d'assentaments humans al territori de Dòbritx es remunten als segles IV i III aC. També s'han trobat jaciments dels segles VII i XI, com una necròpoli búlgara pagana al centre de la ciutat.
Durant el segle xi les invasions dels petxenegs van arrasar l'interior de la Dobrudja, bo i despoblant molts assentaments de la zona durant l'època del Segon Imperi Búlgar.
L'assentament fou fundat per segona vegada el segle XVI pel mercader turc Hacıoğlu Pazarcık, i la nova ciutat va portar aquest nom fins al 1882. Segons un informe turc del 1646-1650, durant aquella època hi havia unes mil cases a la ciutat, cent botigues, tres posades, tres banys turcs, dotze mesquites i dotze escoles.
Entre els segles xvii i xix la ciutat es desenvolupà com un centre artesanal, comercial i agrícola, destacat pels seus teixits, sastreria, comerç de coure i cuir, així com productes agrícoles com el blat, el lli, la llana i el formatge.
A començaments de segle xix la ciutat havia arribat a tenir 12.000 habitants, molts dels quals eren refugiats procedents de l'est de Bulgària després de les guerres entre Rússia i l'Imperi Otomà.
Durant el període de formació de l'estat modern de Bulgària, la ciutat deixà de formar part del domini otomà el 27 de gener del 1878 i es reanomenà com Dòbritx el febrer del 1882, a partir del nom de Dobrotitsa, un governant medieval de la Dobrudja. El canvi de nom fou formalitzat per un decret del knaz Alexandre I de Bulgària.
Després del Tractat de Bucarest (1913), confirmat pel Tractat de Neuilly de 1919, Dobrtix i tota la Dobrudja Meridional foren incorporats a Romania fins al 1940, data en què foren tornades a Bulgària. Durant el període de domini romanès, la ciutat adoptà el nom de Bazargic i fou el centre del comtat de Caliacra. El 25 de setembre del 1940 l'exèrcit búlgar entrà a la ciutat després de la firma del Tractat de Craiova el 7 de setembre de 1940: festa local de Dòbritx.
Durant el període del govern comunista després de la Segona Guerra Mundial, Dòbritx fou reanomenada Tolbukhin en homenatge al comandant militar Fiódor Tolbukhin. El 19 de setembre del 1990 un decret presidencial del govern búlgar tornà el nom de Dòbritx a la ciutat.

## Galeria de fotografies

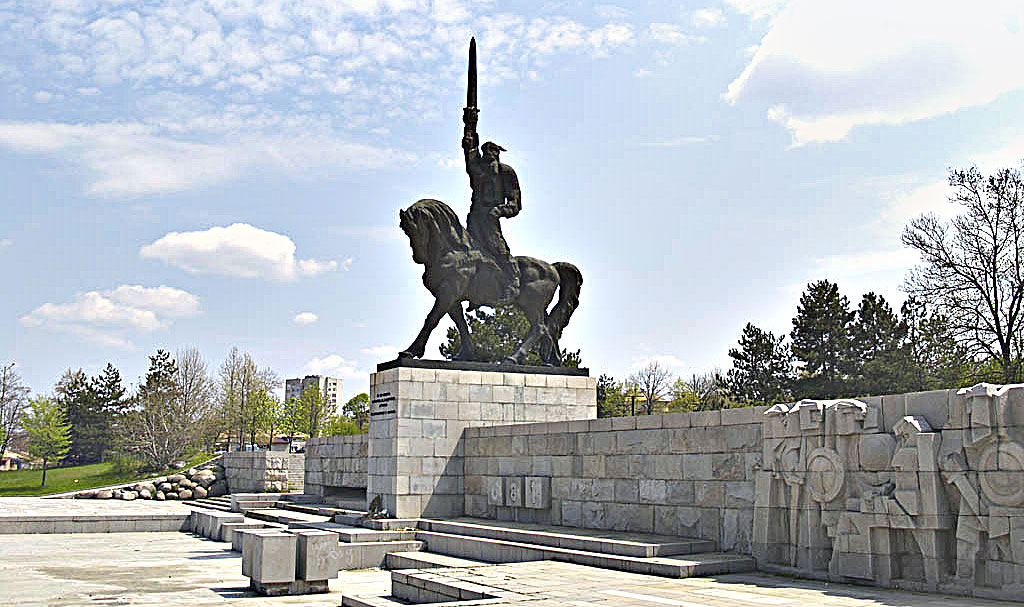
Monument a Asparukh Khan (regnà entre 668–695) a qui és atribuïda la formació del Primer Imperi Búlgar el 681.
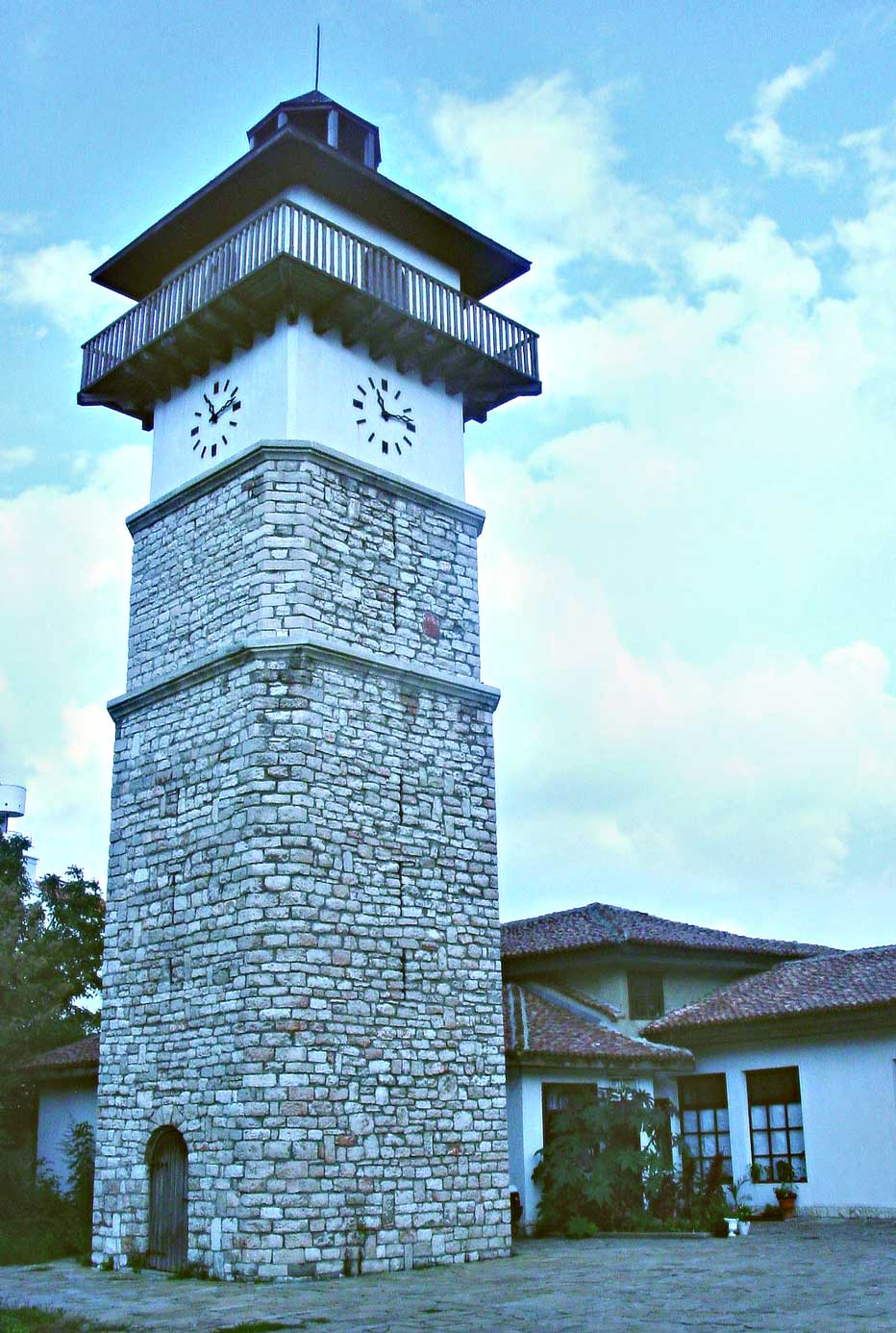
La torre del rellotge a la "Vella Dòbritx"
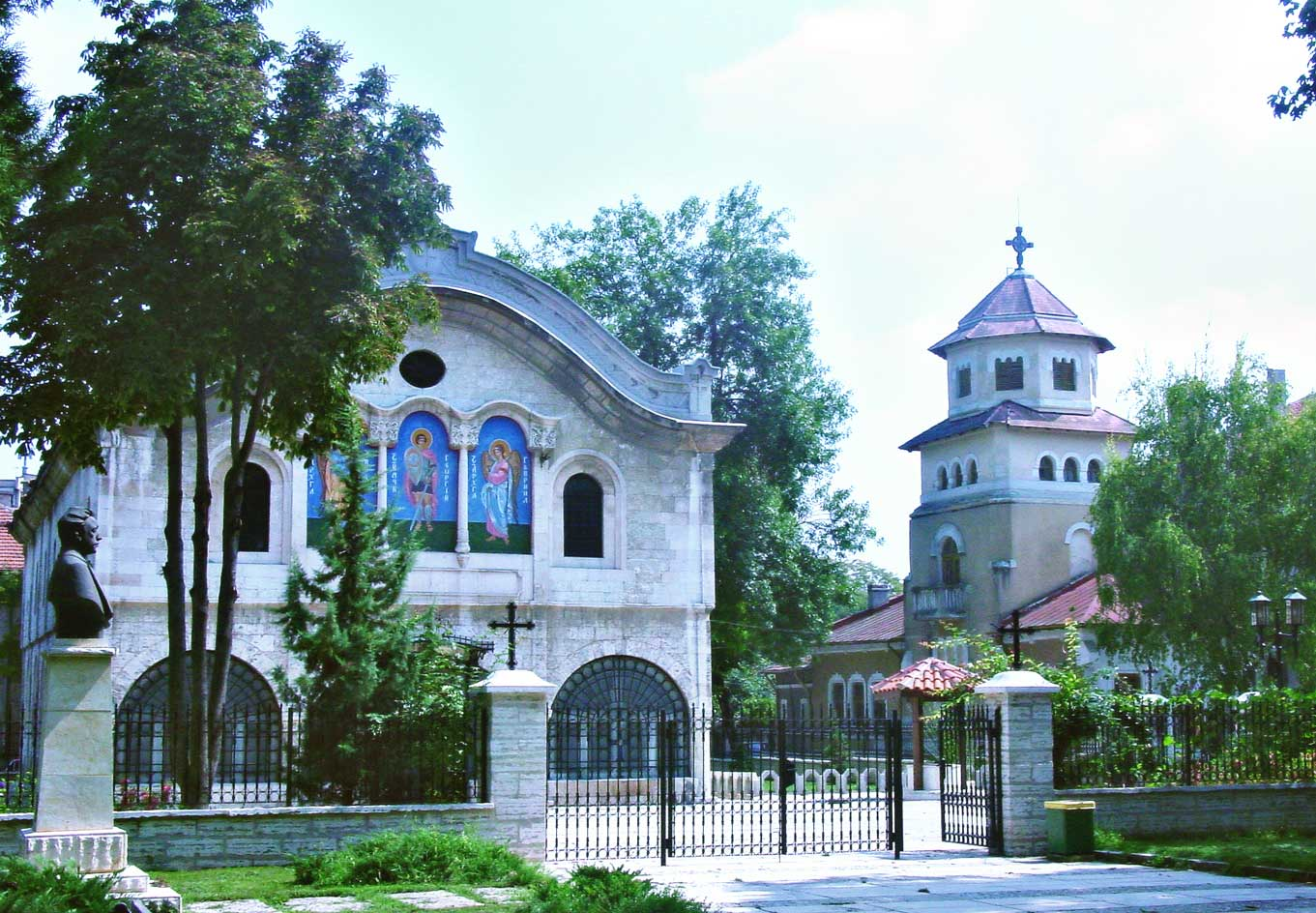
L'església de Sant Jordi al centre de Dòbritx, a l'esquerra es troba una estàtua dedicada a Vassil Levski, de Kolyo Bogdanov.
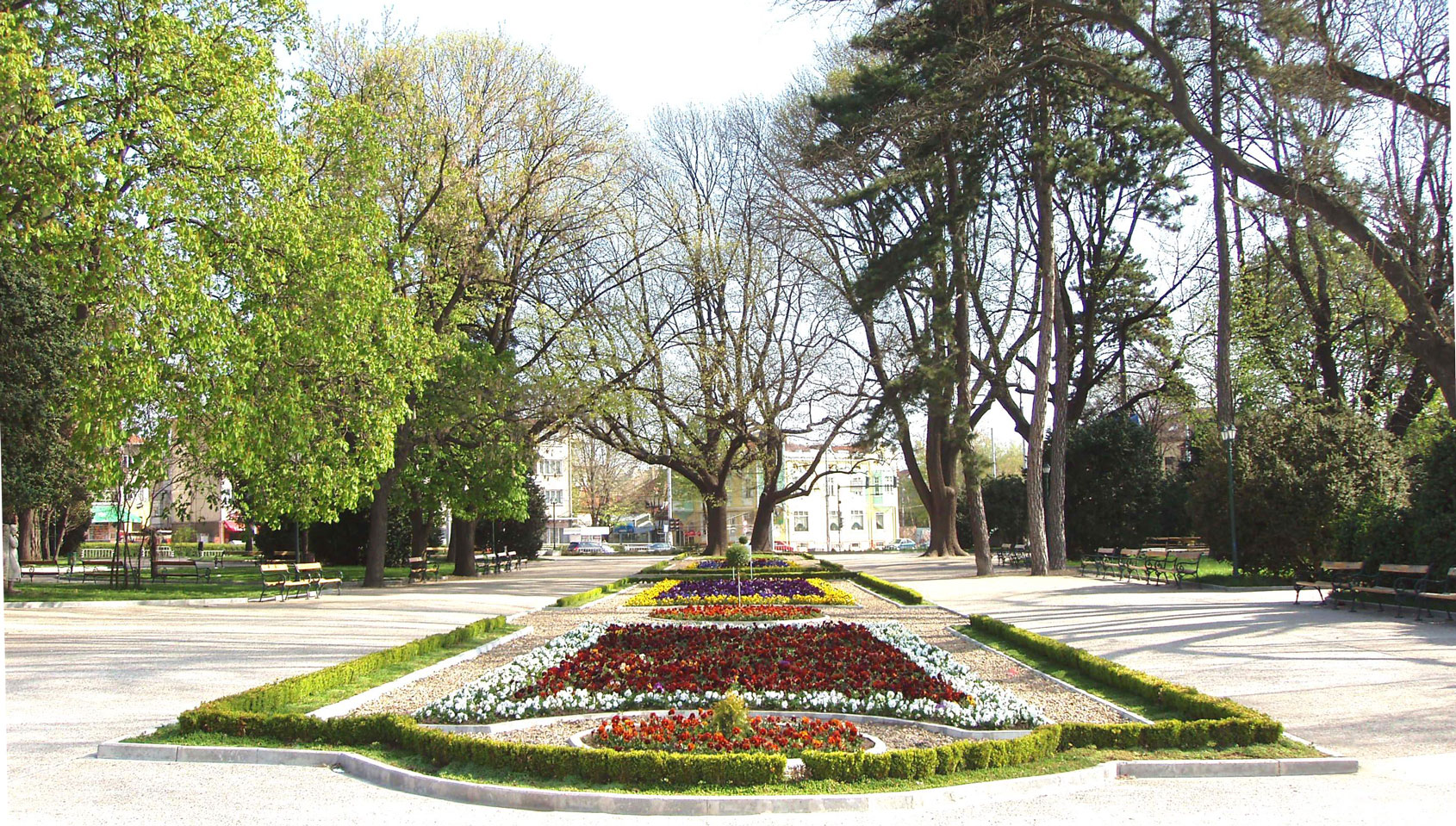
Entrada al parc de Dòbritx.
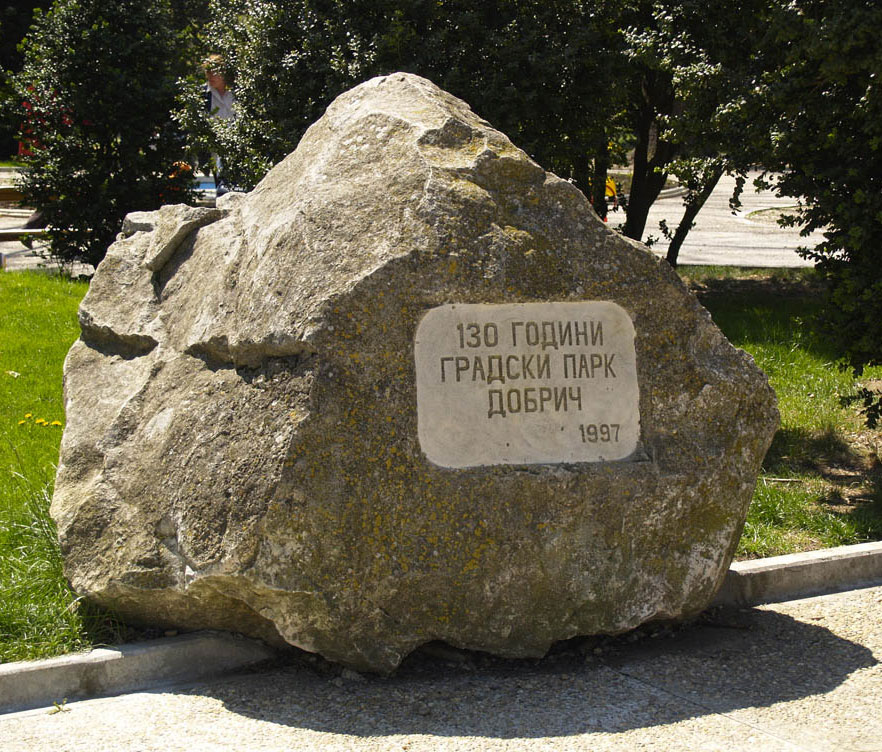
Monument commemoratiu dels 130 anys del parc de la ciutat el 1997.